# TIE (Guerre stellari)
Il TIE è una classe di caccia stellari appartenenti all'universo fantascientifico di Guerre stellari e adottati dall'Impero Galattico. Velivoli TIE compaiono per la prima volta nel film Guerre stellari e sono stati ripresi poi in numerosi film, serie tv, libri, fumetti e videogiochi del franchise.
Gli elementi accomunanti del TIE sono una coppia di motori ionici (di qui la sigla TIE acronimo di Twin Ion Engines), un abitacolo sferico, e le ali, varie per numero e configurazione, che servono da pannelli solari e forniscono energia alla nave. Il modello base, ovvero il caccia TIE, è un velivolo monopilota a corto raggio, agile e manovrabile, sprovvisto di iperguida ed estremamente vulnerabile, progettato per essere schierato in gran numero in scontri aerei contro altri caccia. Modelli successivi, come il bombardiere TIE o l'intercettore TIE, sono tutti variazioni del caccia base e riprendono in parte le sue caratteristiche.
Il produttore è la Sienar Fleet Systems.

## Creazione e sviluppo
Il concept iniziale per il TIE venne creato per il film Guerre stellari da Colin Cantwell della Industrial Light & Magic. A George Lucas piacque l'idea di una cabina di pilotaggio sferica collegata a due ali esagonali, e chiese a Joe Johnston di raffinarne il design con l'aggiunta di ulteriori dettagli: videro così la luce la finestra tonda per l'abitacolo del pilota e gli snodi tra le ali e lo scafo. Inizialmente pensati per essere blu, i TIE che appaiono nel primo film vennero ricolorati di grigio per aumentarne il contrasto su sfondo blue screen, mentre nei due film successivi della trilogia originale tornarono a essere di un blu tenue. Il caratteristico rumore dei motori ionici dei TIE venne creato combinando il suono di un'auto che viaggia su strada bagnata col barrito di un elefante.
Durante la lavorazione de Il risveglio della Forza, ambientato trent'anni dopo Il ritorno dello Jedi, i designer si interrogarono sulla necessità di ammodernare i TIE ora in dotazione al Primo Ordine. Scelsero infine di mantenere il design originale e di modificarne leggermente l'estetica, per implicare miglioramenti nel processo produttivo dei velivoli e nella scelta dei materiali. I nuovi Caccia TIE presentano quindi una cabina di maggiori dimensioni con due posti disponibili (un pilota e un artigliere seduto all'indietro), un maggior numero di armamenti incluso un piccolo lanciamissili.

## Caratteristiche

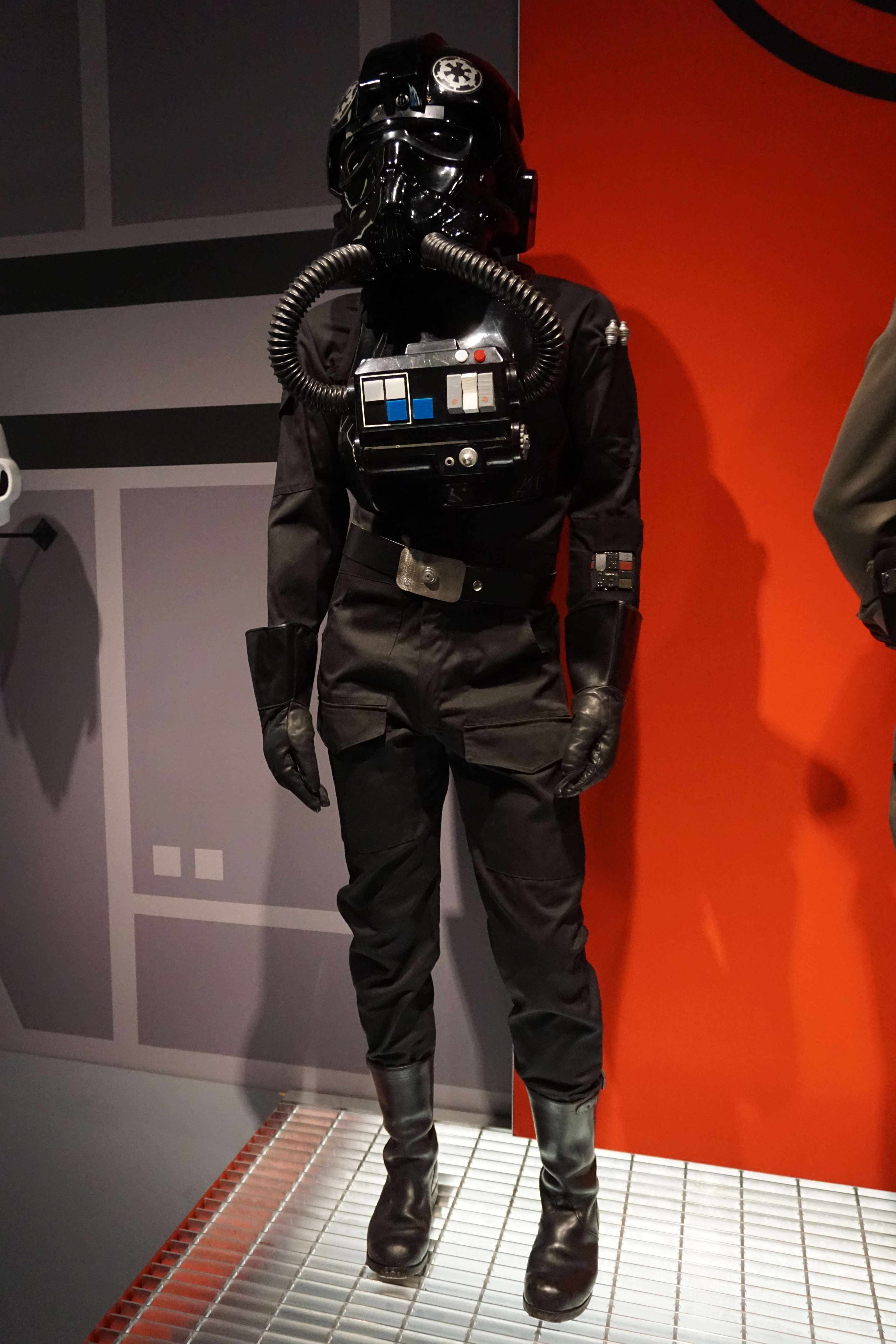
Costume di un pilota di TIE in mostra all'esibizione Star Wars and the Power of Costume al Detroit Institute of Arts

Gli elementi che accomunano i TIE sono: la presenza di due motori ionici, da cui il nome Twin Ion Engine; l'abitacolo sferico; e le ali, varie per numero e configurazione, che servono da pannelli solari e forniscono energia alla nave. Inoltre la maggior parte dei TIE sono privi di scudi deflettori, motore a iperguida, sistemi di supporto vitale per il pilota e carrelli d'atterraggio. All'interno degli hangar i TIE sono manipolati da raggi traenti che li attraccano a speciali rastrelliere. L'assenza degli ultimi tre elementi implica che molti TIE sono caccia a corto raggio, per cui devono essere necessariamente trasportati da astronavi principali come gli star destroyer.
La parte centrale dei TIE è sferica e contiene sia l'abitacolo, sia gli armamenti e i motori. La cabina stessa è costituita da un vetro blindato di forma sferica, dietro al quale trovano spazio il pilota e le strumentazioni. Alcuni modelli, come il caccia TIE e il bombardiere TIE, possiedono due cannoni laser posti proprio sotto la cabina; in altri, come l'intercettore TIE e il TIE defender, i laser sono posti alle estremità delle ali. Nel film Il risveglio della Forza, viene mostrato un nuovo modello di caccia TIE, caratterizzato dalla presenza di tubi lanciamissili, di una postazione per un artigliere e di uno scudo deflettore. I TIE sono concepiti come caccia leggeri e solo pochi, come il bombardiere e il defender, trasportano armamenti pesanti come missili e bombe. I punti di forza di questi velivoli sono dunque le dimensioni e il peso ridotti, che ne aumentano la velocità e la manovrabilità, a discapito di una corazza molto fragile, cosa che li rende estremamente vulnerabili. i TIE vengono dunque impiegati in squadriglie di grandi dimensioni, per compensare con la quantità i loro difetti e surclassare i nemici con la forza del gruppo.
Il modello base di TIE è il caccia TIE (TIE fighter), da cui l'Impero ha tratto diverse varianti migliorate. Nel film Guerre stellari Dart Fener pilota un TIE advanced, più veloce e potenziato, e con dei pannelli laterali piegati che gli conferiscono un aspetto più minaccioso e immediatamente riconoscibile. Ne L'Impero colpisce ancora debutta invece il bombardiere TIE (TIE bomber), un velivolo più lento e robusto, con un doppio scafo per contenere lanciamissili e bombe aggiuntive e utilizzato in operazioni di bombardamento. L'intercettore TIE (TIE interceptor), infine, fa la sua prima apparizione nella battaglia di Endor ne Il ritorno dello Jedi. Si tratta di un velivolo concepito dall'Impero per sostituire gradualmente i caccia TIE a causa dei suoi armamenti e velocità migliorati. Il suo design caratteristico prevede dei pannelli appuntiti, biforcuti e rivolti in avanti, che gli conferiscono un aspetto più agile e aggressivo.

## Accoglienza
Insieme allo star destroyer e all'AT-AT, il TIE rappresenta uno dei mezzi più riconoscibili dell'Impero e della serie in generale. Syfy ne ha elogiato il design semplice ma in grado di stamparsi nella mente degli spettatori.